# Антонівка (Вараський район)
Анто́нівка — село в Україні, центр Антонівської сільської громади Вараського району Рівненської області. Населення становить 1405 особи.
В Антонівці бере початок чинна вузькоколійна залізниця — Антонівка — Зарічне.

## Географія
Селом протікає річка Чаква.

## Історія
У 1906 році село належало Городецької волості Луцького повіту Волинської губернії. Відстань від повітового міста 105 верст, від волості — 5 верст. У селі було 32 двори, мешкало 244 особи.
25 квітня 1944 року між селами Антонівка і Городець відбувся 9-годинний бій куреня УПА «Кори» з понад тисячею військ НКВД. Було вбито понад 300 працівників НКВД — очевидці розповідали, що їх трупи пливли річкою Горинь понад тиждень. Здобуто багато зброї. Втрати повстанців становили 7 вбитих і 16 поранених.

## Населення
За переписом населення 2001 року в селі мешкало 1 405 осіб.

### Мова
Розподіл населення за рідною мовою за даними перепису 2001 року:
| Мова       | Відсоток |
| ---------- | -------- |
| українська | 97,85 %  |
| російська  | 1,79 %   |
| білоруська | 0,22 %   |
| румунська  | 0,07 %   |

## Відомі уродженці
- Кобринович Володимир Григорович — пластун, член Похідної групи ОУН, член окружного проводу ОУН Костопільщини.
- Левченко Олександр Миколайович — український письменник-фантаст, науковець, кандидат технічних наук, працює у галузі геоінформаційних технологій.

## Культура
Антонівська публічно-шкільна бібліотека
Бібліотеку в селі Антонівка було відкрито у 1946 році. Насправді це була ще не бібліотека, а так звана хата-читальня і розміщувалася вона в приміщенні клубу. В хаті-читальні завжди було людно. Найчастіше збиралися тут вечорами.
Першою завідувачкою хати-читальні була Журба Віра Яківна. Вона працювала з 1946 по 1949 рік. Після неї бібліотеку очолила Нікитенко Поліна Данилівна і керувала нею до 1952 року. Після неї посаду завідувача бібліотеки взяла на себе Володченко Ліза Данилівна яка працювала аж до 1970 року.
З серпня 1970 року по 2002 рік бібліотеку очолювала Гришко Марія Іванівна. На той час бібліотека нараховувала 15 000 екземплярів книг а її відвідувало 1080 читачів.  Робочий день бібліотеки тривав до 22 години, що призвело до потреби мати двох працівників. З 1973 по 1975 рік другою бібліотекаркою була Єгорова Ганна Василівна. Її змінила Веремейко Ганна Єрмолаївна. Проте через рік остання перейшла на посаду завідувачки бібліотеки села Берестівки. У 1977 році другою бібліотекаркою стала Неоніла Георгіївна Красовська, яка, пропрацювавши рік, пішла на навчання, і її змінила Ніна Семенівна Москалик.
У 1979 році було проведена централізація бібліотечної системи, що призвело до скорочення другої працівниці.
У 1991 році через аварійний стан клуб закрили, і бібліотеку перенесли в приміщення сільської ради, де вона функціонувала до 2003 року.
У 2002 році розпочалася реорганізація бібліотечної мережі, у ході якої сільські та шкільні бібліотеки об'єднувалися в єдину систему публічно-шкільних бібліотек з підпорядкуванням її районному відділу культури. Бібліотеку очолила Протосовицька Наталія Володимирівна, яка  на той час працювала в шкільній бібліотеці. У 2003 році фонди публічної бібліотеки перемістилися до приміщення школи. В цьому ж році в бібліотека оснащено двома комп'ютерами з підключенням до мережі Інтернет. Створено домашню вебсторінку публічно-шкільної бібліотеки.
На даний момент в бібліотеці є 502 читачі, понад 17 тисяч різногалузевої літератури та близько 7 тисяч підручників.
У червні 2004 року бібліотека була учасником обласної школи керівника «Бібліотека і світ інформації».
9 листопада 2004 року бібліотека взяла участь у Всеукраїнській науково-практичній конференції директорів державних та обласних універсальних наукових бібліотек. Її тема — «Використання нових технологій — зростання іміджу сучасної бібліотеки».
У 2010 році бібліотека взяла участь у конкурсі «Організація нових бібліотечних послуг з використанням вільного доступу до Інтернету», започаткованому Радою міжнародних наукових досліджень та обмінів у рамках програми «Бібліоміст» для українських публічних бібліотек, і в 2011 році отримала 3 комп'ютери, 3 вебкамери та 3 навушники, а також безкоштовний Інтернет, що дало можливість забезпечити інформацією всіх своїх користувачів.
Безкоштовний Інтернет у бібліотеці — це можливість:
- поспілкуватися з родичами, які далеко від вас;
- отримати нову інформацію про своє хобі;
- знайти, де можна здобути якісну освіту;
- дізнатися, як захистити себе та рідних від хвороб;
- відстежити найсвіжіші місцеві та світові новини.